# Aglenus brunneus
Aglenus brunneus es una especie de coleóptero de la familia Salpingidae.

## Distribución geográfica
Habita en Europa  y en Estados Unidos.